# Lago Hachirō
'Hachirōgata o lago Hachirō (八郎潟 Hachirō-gata?) es un lago situado en la prefectura de Akita, en el norte de Japón.  Su nombre formal es lago Hachirō (八郎湖 Hachirō-ko?), pero también se llama Estanque Regulador Hachirōgata (八郎潟調整池 Hachirō-gata chōseichi?). Dado que su nivel medio es de  cuatro metros bajo el nivel del mar, el lago Hachirō o Hachirōgata es el punto natural más bajo de Japón.
Hachirōgata era el segundo lago más grande de Japón después del lago Biwa. En 1957 comenzó una extensa recuperación para la producción de diversos cultivos, y el pueblo Ōgata se estableció definitivamente en la tierra recuperada el 1 de octubre de 1964. El lago restante tiene un área de 48,3 km² (19 mi²) (el 18º más grande de Japón).
Algunos consideran la reclamación como un error, ya que Japón comenzó a preocuparse por el excedente de arroz poco después de la finalización de la reclamación. Otros lamentan la pérdida de los humedales.

## Fauna
La pesca de conchas de shijimi, llamada tecnicaménte Corbicula japonica, era una industria floreciente, pero disminuyó conforme el lago fue haciéndose menos salobre. En el invierno, la gente de la zona pesca wakasagi o Hypomesus nipponensis, haciendo agujeros en la superficie congelada. Hoy en día, la pesca de black bass atrae a los turistas incluso desde fuera de la prefectura, lo que produce ingresos importantes para la zona si bien algunos sospechan que las especies autóctonas están amenazadas por la invasión de los peces extraños.

## Leyenda
Según una leyenda, un hombre llamado Hachirō se transformó en un  dragón y eligió el lago como su hogar después de vagar mucho tiempo.  Por lo tanto, el lago fue llamado Hachirō-gata (-gata significa "laguna"). Más tarde, se sintió atraído por una mujer que era la dueña de otro lago en la prefectura de Akita, y se mudó para estar con ella.  Después de eso, Hachirōgata se hizo cada vez más superficial, de menos profundidad.